# Jean Paul Farrugia
Jean Paul Farrugia (* 21. března 1992, Malta) je maltský fotbalový útočník a reprezentant, od roku 2016 hráč maltského klubu Sliema Wanderers.

## Klubová kariéra
Farrugia začal v profesionálním fotbale v maltském klubu Hibernians. V sezoně 2011/12 hostoval v jiném maltském týmu Marsaxlokk FC.
V srpnu 2014 zamířil na testy do slovenského klubu FC Spartak Trnava, jehož představitele zaujal ve vzájemném souboji 1. předkola Evropské ligy 2014/15. Trenér Spartaku Juraj Jarábek jej přivítal na hostování do konce sezony. Koncem ledna však došlo k dohodě o rozvázání smlouvy a hráč se vrátil do Hibernians. Za Spartak si připsal dva ligové starty.

## Reprezentační kariéra
4. června 2014 debutoval v A-mužstvu Malty v přátelském zápase proti Gibraltaru (porážka 0:1).